# 罔皇后
罔皇后（？—1165年），西夏仁宗李仁孝的第一任皇后，党项大族女。
罔皇后生平不详，大德五年（1139年）十二月，纳罔氏为皇后。罔皇后聪慧知书，喜爱汉仪。人庆四年（1144年），她与仁宗在宫禁中设立小学，置教授，收宗室子孙七至十五岁者入学，与仁宗一同亲为训导。常与仁宗议政，对于比较有意义、有作为的施政，她也多所赞助。天盛十七年（1165年）十一月，罔皇后病故，遺言请仁宗優禮大臣、勤治國事。天盛十九年（1167年），李仁孝宠爱姿色美麗的罗氏，生下兒子李純祐，立罗氏为皇后。